# دهستان رودبار (دامغان)
دهستان رودبار یکی از دهستان‌های شهرستان دامغان در استان سمنان ایران است. این دهستان در بخش مرکزی شهرستان جای دارد. بر اساس سرشماری سال ۱۳۸۵، جمعیت این دهستان ۴٬۵۳۶ نفر (۱٬۲۱۵ خانوار) بوده است.
مرکز این دهستان، روستای کلاته رودبار است و دیگر نقاط مسکونی آن از این قرارند:
- آستان
- اهوانو
- اگره
- تویه
- سرخده
- سیاه‌پره
- بادله‌کوه
- نمکه